# انعدام القلفة
انعدام القلفة هو عيب خلقي نادر في البشر، حيث تكون قلفة القضيب غير موجودة.
في نهاية القرن التاسع عشر، ادعى إي. إس. تالبوت أن انعدام القلفة بين اليهود كان دليلاً على النظرية اللاماركية للتطور التي فقدت مصداقيتها. في عمله «تباين الحيوانات والنباتات تحت الاستئناس»، أشار تشارلز داروين أيضاً إلى حالات «الأطفال المختونين» الذين تم تصنيفهم على أنهم «دليل قاطع» على الميراث المخلوط الآن.
من المرجح أن الحالات التي وصفها كانت في الواقع إحليل تحتي، وهي حالة يكون فيها الصماخ البولي في الجانب السفلي من القضيب. لم يثبت أن أي من الحالات كان مرتفعاً في اليهود أو المسلمين. 

## في اليهودية
المدراش قال أن موسى ولد منعدم القلفة.وذكرت مصادر أخرى أن يعقوب، ابنه جاد والملك داود كانوا أيضا مولودين بنفس العيب الخلقي. كتاب أبوت الحاخام ناتان (الآباء بحسب الحاخام ناثان) يحتوي على قائمة من الأشخاص من الكتابات الإسرائلية الذين ولدوا مختونين: آدم، سيث، نوح، شيم، يعقوب، يوسف، موسى، بلعام، صموئيل، داود وإرميا وزربابل. يتطلب القانون اليهودي ولادة الذكور بدون القلفة أو الذين فقدوا القلفة من خلال وسائل أخرى كحفل ختان الرسمي أن يكون قطرة من الدم السماح من القضيب عند نقطة حيث كانت القلفة (أو كانت) مرفقة. يسجل التلمود (السبت 135 أ) نقاشا حول ما إذا كانت أهمية هذا الاستئثار بالدم تحل محل شبات، التي لا يمكن إلا أن يكون هناك طفل ولد فيها يوم السبت السابق. إذا تأخر الختان النظامي، فلا يوجد أي خلاف على أن هذا لا يمكن تنفيذه في يوم السبت. ومع ذلك، في حالة انعدام القلفة، هناك مدرستان للفكر.
إلعازار هاكابار قال إن مدرسة شماي وهليل لا تختلفان عن ولد يولد دون قلفة. يتفق كلاهما على أنه يجب رسم دم العهد من الحشفة. ومع ذلك، تدعي مدرسة الشماي أن هذا يمكن أن يتم في يوم السبت، بينما يعتقد الآخر أنه لا يجب تدنيس يوم السبت على هذا الحساب.
ديفيد ليفي، وزير خارجية إسرائيل الأسبق وعضو الكنيست، وُلد منعدم القلفة. تلاحظ سيرة أراي أفنيري المأذون بها لعام 1983 من ليفي ما يلي: 
»أعلن الحاخامات في الرباط أن هذا قد تنبأ بأن ليفي سيكبر ليصبح «زعيمًا لإسرائيل»، على الرغم من أن الدولة لم يتم تأسيسها حتى كان ليفي في 11 عام 1948. هذا الإعلان لم يكن بالضرورة نبويًا لتأسيس إسرائيل، «إسرائيل» هو مصطلح يمكن استخدامه للإشارة إلى «الشعب اليهودي». 

## في الإسلام
بعض التقاليد في الإسلام تقول أن سيدنا محمد صلي الله عليه وسلم ولد بدون قلفة. 

## في الأدب
لعازر لونغ منعدم القلفة، البطل الرئيسي في العديد من روايات روبرت هينلين.